# Мамонтовая (река, остров Врангеля)
Мамонтовая — река в России на острове Врангеля, острове в Северном Ледовитом океане между Восточно-Сибирским морем и Чукотским морем. Длина Мамонтовой — 95 км. Площадь водосборного бассейна — 972 км². Впадает в залив Южный — часть пролива Лонга.
Территории бассейна реки Мамонтовой — одни из ключевых участков заповедника, требующие специальной охранной зоны. В низовьях реки Мамонтовой располагается самая большая концентрация линных черных казарок, куликов и большая колония вилохвостой чайки. На территории среднего течение реки Мамонтовой располагаются многочисленные криофитно-степные и тундро-степные растительные сообщества, реликтовые сообщества арктических континентальных галофитов, высокая плотность гнездования белых сов.

## Данные водного реестра
По данным государственного водного реестра России относится к Анадыро-Колымскому бассейновому округу. Речной бассейн — бассейны рек Чукотского моря. Водохозяйственный участок — остров Врангеля, входящим в состав островов Чукотского моря в пределах внутренних морских вод и территориального моря РФ.
Код водного объекта 19030010012119000085270.